# Liste der Länder nach Internetnutzern

Internetnutzer je 100 Einwohner

Die folgende Liste sortiert die Staaten und Territorien der Welt nach der Anzahl der Internetnutzer sowie deren prozentualem Anteil an der Bevölkerung. Als Internetnutzer wird eine Person definiert, die in den letzten 12 Monaten über ein beliebiges elektronisches Gerät (Computer, Smartphone usw.) Zugang zum Internet hatte. Im Jahre 2016 hatten circa 47 % der Weltbevölkerung einen Internetzugang (mehr als 3 Milliarden Menschen). Für das Jahr 2021 wird mit etwa 4,1 Milliarden Menschen mit Internetzugang gerechnet.

## Liste
Die Länder sind nach der Gesamtzahl an Internetnutzern sortiert. Nicht anerkannte oder umstrittene Gebiete sind kursiv geschrieben. Alle Zahlen gelten für den Januar 2021.

Prozentualer Anteil von Internetnutzern gemessen an der Landesbevölkerung 2016

| Rang | Land                               | Anzahl Internetnutzer | Anteil Internetnutzer an Bevölkerung |
| ---- | ---------------------------------- | --------------------- | ------------------------------------ |
| 1    | Volksrepublik China                | 939.800.000           | 65,2 %                               |
| 2    | Indien                             | 624.000.000           | 45,0 %                               |
| 3    | Vereinigte Staaten                 | 298.800.000           | 90,0 %                               |
| 4    | Indonesien                         | 202.600.000           | 73,7 %                               |
| 5    | Brasilien                          | 160.000.000           | 75,0 %                               |
| 6    | Russland                           | 124.000.000           | 85,0 %                               |
| 7    | Japan                              | 117.400.000           | 93,0 %                               |
| 8    | Nigeria                            | 104.400.000           | 50,0 %                               |
| 9    | Mexiko                             | 92.010.000            | 71,0 %                               |
| 10   | Deutschland                        | 78.810.000            | 94,0 %                               |
| 11   | Philippinen                        | 73.910.000            | 67,0 %                               |
| 12   | Vietnam                            | 68.720.000            | 70,3 %                               |
| 13   | Türkei                             | 65.800.000            | 77,7 %                               |
| 14   | Vereinigtes Königreich             | 65.320.000            | 96,0 %                               |
| 15   | Pakistan                           | 61.340.000            | 27,5 %                               |
| 16   | Frankreich                         | 59.470.000            | 91,0 %                               |
| 17   | Ägypten                            | 59.190.000            | 57,3 %                               |
| 18   | Iran                               | 59.160.000            | 70,0 %                               |
| 19   | Italien                            | 50.540.000            | 83,7 %                               |
| 20   | Südkorea                           | 49.750.000            | 97,0 %                               |
| 21   | Thailand                           | 48.590.000            | 69,5 %                               |
| 22   | Bangladesch                        | 47.610.000            | 28,8 %                               |
| 23   | Spanien                            | 42.540.000            | 91,0 %                               |
| 24   | Südafrika                          | 38.190.000            | 64,0 %                               |
| 25   | Argentinien                        | 36.320.000            | 80,0 %                               |
| 26   | Kanada                             | 35.630.000            | 94,0 %                               |
| 27   | Kolumbien                          | 34.730.000            | 68,0 %                               |
| 28   | Saudi-Arabien                      | 33.580.000            | 95,7 %                               |
| 29   | Polen                              | 31.970.000            | 84,5 %                               |
| 30   | Irak                               | 30.520.000            | 75,0 %                               |
| 31   | Ukraine                            | 29.470.000            | 67,6 %                               |
| 32   | Marokko                            | 27.620.000            | 74,4 %                               |
| 33   | Malaysia                           | 27.430.000            | 84,2 %                               |
| 34   | Algerien                           | 26.350.000            | 59,6 %                               |
| 35   | Äthiopien                          | 23.960.000            | 20,6 %                               |
| 36   | Myanmar                            | 23.650.000            | 43,3 %                               |
| 37   | Australien                         | 22.820.000            | 89,0 %                               |
| 38   | Kenia                              | 21.750.000            | 40,0 %                               |
| –    | Taiwan                             | 21.450.000            | 90,0 %                               |
| 39   | Demokratische Republik Kongo       | 21.140.000            | 23,2 %                               |
| 40   | Venezuela                          | 20.570.000            | 72,0 %                               |
| 41   | Peru                               | 19.900.000            | 60,0 %                               |
| 42   | Usbekistan                         | 18.600.000            | 55,2 %                               |
| 43   | Niederlande                        | 16.470.000            | 96,0 %                               |
| 44   | Chile                              | 15.780.000            | 82,3 %                               |
| 45   | Ghana                              | 15.700.000            | 50,0 %                               |
| 46   | Tansania                           | 15.150.000            | 25,0 %                               |
| 47   | Rumänien                           | 15.490.000            | 80,7 %                               |
| 48   | Kasachstan                         | 15.470.000            | 81,9 %                               |
| 49   | Sudan                              | 13.700.000            | 30,9 %                               |
| 50   | Elfenbeinküste                     | 12.500.000            | 46,8 %                               |
| 51   | Uganda                             | 12.160.000            | 26,2 %                               |
| 52   | Guatemala                          | 11.750.000            | 65,0 %                               |
| 53   | Sri Lanka                          | 10.900.000            | 50,8 %                               |
| 54   | Nepal                              | 10.780.000            | 36,7 %                               |
| 55   | Belgien                            | 10.570.000            | 91,0 %                               |
| 56   | Angola                             | 10.360.000            | 31,0 %                               |
| 56   | Ecuador                            | 10.170.000            | 57,3 %                               |
| 57   | Schweden                           | 9.930.000             | 98,0 %                               |
| 58   | Vereinigte Arabische Emirate       | 9.840.000             | 99,0 %                               |
| 59   | Tschechien                         | 9.430.000             | 88,0 %                               |
| 60   | Kamerun                            | 9.150.000             | 34,0 %                               |
| 61   | Kambodscha                         | 8.860.000             | 52,6 %                               |
| 62   | Afghanistan                        | 8.640.000             | 22,0 %                               |
| 63   | Portugal                           | 8.580.000             | 84,2 %                               |
| 64   | Schweiz                            | 8.420.000             | 97,0 %                               |
| 65   | Syrien                             | 8.410.000             | 47,0 %                               |
| 66   | Griechenland                       | 8.390.000             | 80,7 %                               |
| 67   | Aserbaidschan                      | 8.260.000             | 81,1 %                               |
| 68   | Dominikanische Republik            | 8.160.000             | 74,8 %                               |
| 69   | Jemen                              | 8.060.000             | 26,7 %                               |
| 70   | Österreich                         | 8.030.000             | 89,0 %                               |
| 71   | Ungarn                             | 8.010.000             | 83,0 %                               |
| 72   | Tunesien                           | 7.920.000             | 66,7 %                               |
| 73   | Belarus                            | 7.820.000             | 82,8 %                               |
| 74   | Senegal                            | 7.810.000             | 46,0 %                               |
| 75   | Kuba                               | 7.700.000             | 68,0 %                               |
| 76   | Israel                             | 7.680.000             | 88,0 %                               |
| –    | Hongkong                           | 6.920.000             | 92,0 %                               |
| 77   | Serbien                            | 6.890.000             | 79,0 %                               |
| 78   | Jordanien                          | 6.840.000             | 66,8 %                               |
| 79   | Mosambik                           | 6.720.000             | 21,2 %                               |
| 80   | Mali                               | 5.740.000             | 27,9 %                               |
| 81   | Dänemark                           | 5.690.000             | 98,1 %                               |
| 82   | Bolivien                           | 5.580.000             | 47,5 %                               |
| 83   | Syrien                             | 5.502.250             | 29,6 %                               |
| 84   | Sambia                             | 5.480.000             | 29,4 %                               |
| 85   | Burkina Faso                       | 5.460.000             | 25,7 %                               |
| 86   | Madagaskar                         | 5.450.000             | 19,4 %                               |
| 87   | Norwegen                           | 5.390.000             | 99,0 %                               |
| 88   | Libanon                            | 5.310.000             | 78,2 %                               |
| 89   | Singapur                           | 5.290.000             | 90,0 %                               |
| 90   | Finnland                           | 5.270.000             | 95,0 %                               |
| 91   | Simbabwe                           | 5.010.000             | 33,4 %                               |
| 92   | Oman                               | 4.920.000             | 95,2 %                               |
| 93   | Paraguay                           | 4.920.000             | 68,5 %                               |
| 94   | Bulgarien                          | 4.910.000             | 71,0 %                               |
| 95   | Slowakei                           | 4.640.000             | 85,0 %                               |
| 96   | Neuseeland                         | 4.550.000             | 94,0 %                               |
| 97   | Irland                             | 4.510.000             | 91,0 %                               |
| 98   | Haiti                              | 4.280.000             | 37,3 %                               |
| 99   | Kuwait                             | 4.260.000             | 99,0 %                               |
| 100  | Costa Rica                         | 4.150.000             | 81,2 %                               |
| 101  | Ruanda                             | 4.120.000             | 31,4 %                               |
| 102  | Honduras                           | 3.810.000             | 38,2 %                               |
| –    | Palästina                          | 3.650.000             | 70,6 %                               |
| 103  | Laos                               | 3.550.000             | 48,4 %                               |
| 104  | Benin                              | 3.500.000             | 28,4 %                               |
| 105  | Malawi                             | 3.450.000             | 17,8 %                               |
| 106  | Tadschikistan                      | 3.360.000             | 34,9 %                               |
| 107  | Niger                              | 3.360.000             | 13,6 %                               |
| 108  | Kirgisistan                        | 3.320.000             | 50,4 %                               |
| 109  | El Salvador                        | 3.280.000             | 50,5 %                               |
| 110  | Kroatien                           | 3.270.000             | 80,0 %                               |
| 111  | Libyen                             | 3.190.000             | 46,2 %                               |
| 112  | Moldau                             | 3.070.000             | 76,1 %                               |
| 113  | Guinea                             | 2.910.000             | 21,8 %                               |
| 114  | Katar                              | 2.880.000             | 99,0 %                               |
| 115  | Tschad                             | 2.860.000             | 17,2 %                               |
| 116  | Panama                             | 2.820.000             | 64,8 %                               |
| 117  | Nicaragua                          | 2.780.000             | 41,7 %                               |
| 118  | Georgien                           | 2.740.000             | 68,9 %                               |
| 119  | Uruguay                            | 2.690.000             | 77,4 %                               |
| 120  | Sierra Leone                       | 2.390.000             | 29,7 %                               |
| 121  | Bosnien und Herzegowina            | 2.320.000             | 71,0 %                               |
| 122  | Litauen                            | 2.220.000             | 82,0 %                               |
| –    | Puerto Rico                        | 2.210.000             | 77,7 %                               |
| 123  | Armenien                           | 2.020.000             | 68,2 %                               |
| 124  | Mongolei                           | 2.010.000             | 61,0 %                               |
| 125  | Turkmenistan                       | 2.010.000             | 33,2 %                               |
| 126  | Albanien                           | 2.000.000             | 69,6 %                               |
| 127  | Togo                               | 1.990.000             | 23,8 %                               |
| 128  | Somalia                            | 1.950.000             | 12,1 %                               |
| 129  | Republik Kongo                     | 1.790.000             | 32,1 %                               |
| –    | Kosovo                             | 1.760.000             | 91,0 %                               |
| 130  | Slowenien                          | 1.750.000             | 84,0 %                               |
| 131  | Bahrain                            | 1.710.000             | 99,0 %                               |
| 132  | Nordmazedonien                     | 1.710.000             | 82,0 %                               |
| 133  | Lettland                           | 1.670.000             | 88,9 %                               |
| 134  | Jamaika                            | 1.630.000             | 55,1 %                               |
| 135  | Burundi                            | 1.610.000             | 13,3 %                               |
| 136  | Mauretanien                        | 1.560.000             | 33,1 %                               |
| 137  | Gabun                              | 1.400.000             | 62,0 %                               |
| 138  | Papua-Neuguinea                    | 1.370.000             | 15,2 %                               |
| 139  | Namibia                            | 1.310.000             | 51,0 %                               |
| 140  | Estland                            | 1.210.000             | 91,0 %                               |
| 141  | Botswana                           | 1.120.000             | 47,0 %                               |
| 142  | Trinidad und Tobago                | 1.080.000             | 77,3 %                               |
| 143  | Zypern                             | 1.040.000             | 86,1 %                               |
| 144  | Lesotho                            | 1.030.000             | 47,9 %                               |
| 145  | Südsudan                           | 900.700               | 8,0 %                                |
| 146  | Mauritius                          | 814.500               | 64,0 %                               |
| 147  | Liberia                            | 761.000               | 14,9 %                               |
| 148  | Fidschi                            | 634.100               | 70,5 %                               |
| 149  | Luxemburg                          | 612.100               | 97,1 %                               |
| 150  | Osttimor                           | 599.700               | 45,1 %                               |
| 151  | Gambia                             | 580.200               | 23,7 %                               |
| 152  | Zentralafrikanische Republik       | 557.100               | 11,4 %                               |
| –    | Macau                              | 565.600               | 86,5 %                               |
| 153  | Eswatini                           | 548.100               | 47,0 %                               |
| 154  | Dschibuti                          | 554.300               | 55,7 %                               |
| –    | Réunion                            | 493.600               | 54,9 %                               |
| 155  | Montenegro                         | 477.300               | 76,0 %                               |
| 156  | Brunei                             | 417.500               | 95,0 %                               |
| 157  | Guinea-Bissau                      | 401.700               | 20,2 %                               |
| 158  | Malta                              | 380.300               | 86,0 %                               |
| –    | Westsahara                         | 380.000               | 62,9 %                               |
| 159  | Äquatorialguinea                   | 374.200               | 26,2 %                               |
| 160  | Bhutan                             | 373.200               | 48,1 %                               |
| 161  | Suriname                           | 352.100               | 59,7 %                               |
| 162  | Kap Verde                          | 346.000               | 61,9 %                               |
| 163  | Malediven                          | 342.500               | 63,2 %                               |
| 164  | Island                             | 338.900               | 99,0 %                               |
| 165  | Bahamas                            | 335.800               | 85,0 %                               |
| 166  | Guyana                             | 294.300               | 37,3 %                               |
| –    | Guadeloupe                         | 265.700               | 66,4 %                               |
| 167  | Eritrea                            | 248.200               | 6,9 %                                |
| –    | Neukaledonien                      | 235.200               | 82,0 %                               |
| 168  | Barbados                           | 235.100               | 81,8 %                               |
| –    | Martinique                         | 213.400               | 56,9 %                               |
| –    | Französisch-Polynesien             | 204.800               | 72,7 %                               |
| –    | Französisch-Guayana                | 203.600               | 67,3 %                               |
| 169  | Salomonen                          | 198.900               | 28,6 %                               |
| 170  | Belize                             | 188.900               | 47,1 %                               |
| –    | Guam                               | 136.500               | 80,5 %                               |
| –    | Curaçao                            | 112.000               | 68,1 %                               |
| 171  | St. Lucia                          | 104.400               | 56,8 %                               |
| 172  | Vanuatu                            | 104.100               | 33,5 %                               |
| –    | Aruba                              | 104.000               | 97,2 %                               |
| –    | Jersey                             | 100.300               | 93,0 %                               |
| 173  | São Tomé und Príncipe              | 78.000                | 35,3 %                               |
| 174  | Antigua und Barbuda                | 74.700                | 76,0 %                               |
| 175  | Andorra                            | 70.800                | 91,6 %                               |
| –    | Isle of Man                        | 63.500                | 74,5 %                               |
| –    | Bermuda                            | 61.200                | 98,4 %                               |
| 176  | Komoren                            | 74.500                | 8,5 %                                |
| –    | Amerikanische Jungferninseln       | 67.200                | 64,4 %                               |
| 177  | Samoa                              | 67.000                | 33,6 %                               |
| 178  | Grenada                            | 66.600                | 59,1 %                               |
| –    | Mayotte                            | 58.900                | 21,3 %                               |
| 179  | Seychellen                         | 58.000                | 58,8 %                               |
| –    | Guernsey                           | 54.600                | 86,6 %                               |
| –    | Cayman Islands                     | 53.600                | 81,1 %                               |
| 180  | Dominica                           | 50.200                | 69,6 %                               |
| –    | Färöer                             | 47.800                | 97,8 %                               |
| 181  | Tonga                              | 43.800                | 41,3 %                               |
| 182  | St. Kitts und Nevis                | 43.100                | 80,7 %                               |
| 183  | St. Vincent und die Grenadinen     | 40.900                | 36,8 %                               |
| 184  | Föderierte Staaten von Mikronesien | 40.800                | 35,3 %                               |
| –    | Grönland                           | 39.500                | 69,5 %                               |
| 185  | Monaco                             | 38.200                | 97,1 %                               |
| 186  | Liechtenstein                      | 37.800                | 99,0 %                               |
| –    | Gibraltar                          | 31.800                | 94,4 %                               |
| –    | Britische Jungferninseln           | 23.600                | 77,7 %                               |
| 187  | Marshallinseln                     | 23.000                | 38,7 %                               |
| –    | Amerikanisch-Samoa                 | 22.200                | 40,3 %                               |
| 188  | San Marino                         | 20.400                | 60,2 %                               |
| 189  | Kiribati                           | 17.600                | 14,6 %                               |
| –    | Turks- und Caicosinseln            | 14.700                | 37,8 %                               |
| –    | Nördliche Marianen                 | 14.500                | 25,1 %                               |
| 190  | Nordkorea (2017)                   | ca. 14.000            | 0,1 %                                |
| –    | Cookinseln                         | 9.500                 | 54,0 %                               |
| 191  | Nauru                              | 6.800                 | 62,4 %                               |
| 192  | Palau                              | 6.800                 | 37,2 %                               |
| 193  | Tuvalu                             | 5.800                 | 49,3 %                               |
| –    | Falklandinseln                     | 3.500                 | 99,0 %                               |
| –    | Montserrat                         | 2.800                 | 56,2 %                               |
| –    | Weihnachtsinsel                    | 1.400                 | 78,6 %                               |
| –    | Niue                               | 1.300                 | 79,6 %                               |
| –    | Norfolkinsel                       | 800                   | 46,1 %                               |
| –    | Tokelau                            | 800                   | 60,2 %                               |
| –    | Kokosinseln                        | 400                   | 76,1 %                               |

## Internetzugang in verschiedenen Weltregionen
Entwicklung des Anteils der Bevölkerung mit Internetzugang von 2005 bis 2016 in verschiedenen Weltregionen. Quelle ist die International Telecommunications Union.
| Region                            | Internetzugang 2005 | Internetzugang 2010 | Internetzugang 2016 |
| --------------------------------- | ------------------- | ------------------- | ------------------- |
| Afrika                            | 2 %                 | 10 %                | 25 %                |
| Amerika                           | 36 %                | 49 %                | 65 %                |
| Arabische Staaten                 | 8 %                 | 26 %                | 42 %                |
| Asien und Pazifik                 | 9 %                 | 23 %                | 42 %                |
| Europa                            | 46 %                | 67 %                | 79 %                |
| GUS                               | 10 %                | 34 %                | 67 %                |
| Welt                              | 16 %                | 30 %                | 47 %                |
| Entwickelte Länder                | 51 %                | 67 %                | 81 %                |
| Entwicklungs- und Schwellenländer | 8 %                 | 21 %                | 40 %                |

## Länder nach Internetgeschwindigkeit
Liste von verschiedenen Schwellen- und Industrieländern nach durchschnittlicher Internetgeschwindigkeit in Megabit pro Sekunde eines Breitband-Internetzugang. (Stand November 2021)
| Rang | Land                         | Durchschnittliche Downloadgeschwindigkeit in (Megabit/Sekunde) |
| ---- | ---------------------------- | -------------------------------------------------------------- |
| 1    | Monaco                       | 275,21                                                         |
| 2    | Singapur                     | 255,05                                                         |
| 3    | Hongkong                     | 251,98                                                         |
| 4    | Rumänien                     | 241,03                                                         |
| 5    | Chile                        | 239,25                                                         |
| 6    | Schweiz                      | 235,28                                                         |
| 7    | Dänemark                     | 230,57                                                         |
| 8    | Thailand                     | 223,69                                                         |
| 9    | Südkorea                     | 221,24                                                         |
| 10   | Frankreich                   | 220,79                                                         |
| 11   | Volksrepublik China          | 216,20                                                         |
| 12   | Ungarn                       | 215,56                                                         |
| 13   | Spanien                      | 213,31                                                         |
| 14   | Vereinigte Staaten           | 209,73                                                         |
| 15   | Kanada                       | 192,74                                                         |
| 16   | Vereinigte Arabische Emirate | 190,16                                                         |
| 17   | Taiwan                       | 189,42                                                         |
| 18   | Neuseeland                   | 187,85                                                         |
| 19   | Japan                        | 183,93                                                         |
| 20   | Schweden                     | 182,99                                                         |
| 21   | Luxemburg                    | 175,97                                                         |
| 22   | Norwegen                     | 174,80                                                         |
| 23   | Portugal                     | 173,66                                                         |
| 24   | Niederlande                  | 172,97                                                         |
| 25   | Israel                       | 169,97                                                         |
| 26   | Polen                        | 161,34                                                         |
| 27   | Kuwait                       | 158,63                                                         |
| 28   | Litauen                      | 150,74                                                         |
| 29   | Lettland                     | 146,55                                                         |
| 30   | Panama                       | 143,23                                                         |
| 31   | Finnland                     | 141,28                                                         |
| 32   | Deutschland                  | 138,70                                                         |
| 33   | Belgien                      | 129,31                                                         |
| 34   | Irland                       | 126,66                                                         |
| 35   | Brasilien                    | 124,01                                                         |
|      | Weltdurchschnitt             | 120,33                                                         |
| 36   | Slowakei                     | 118,54                                                         |
| 37   | Slowenien                    | 117,02                                                         |
| 38   | Katar                        | 116,56                                                         |
| 39   | Malaysia                     | 114,08                                                         |
| 40   | Italien                      | 109,95                                                         |
| 41   | Vereinigtes Königreich       | 109,26                                                         |
| 42   | Uruguay                      | 100,79                                                         |
| 43   | Saudi-Arabien                | 98,64                                                          |
| 44   | Russland                     | 96,46                                                          |
| 45   | Tschechien                   | 95,75                                                          |
| 46   | Österreich                   | 91,34                                                          |
| 47   | Estland                      | 90,68                                                          |
| 48   | Bulgarien                    | 90,45                                                          |
| 49   | Vietnam                      | 87,38                                                          |
| 50   | Australien                   | 83,02                                                          |
| 51   | Kolumbien                    | 82,10                                                          |
| 52   | Ukraine                      | 80,10                                                          |
| 53   | Kroatien                     | 79,10                                                          |
| 54   | Philippinen                  | 75,02                                                          |
| 55   | Indien                       | 69,20                                                          |
| 56   | Argentinien                  | 60,81                                                          |
| 57   | Peru                         | 60,21                                                          |
| 58   | Mexiko                       | 58,21                                                          |
| 59   | Zypern                       | 57,48                                                          |
| 60   | Ghana                        | 55,40                                                          |
| 61   | Südafrika                    | 55,27                                                          |
| 62   | Türkei                       | 45,86                                                          |
| 63   | Ägypten                      | 45,67                                                          |
| 64   | Bangladesch                  | 44,45                                                          |
| 65   | Griechenland                 | 41,14                                                          |
| 66   | Ecuador                      | 40,30                                                          |
| 67   | Bolivien                     | 30,28                                                          |
| 68   | Marokko                      | 30,22                                                          |
| 69   | Indonesien                   | 30,18                                                          |
| 70   | Sri Lanka                    | 29,58                                                          |
| 71   | Venezuela                    | 26,25                                                          |
| 72   | Iran                         | 21,98                                                          |
| 73   | Nigeria                      | 20,37                                                          |
| 74   | Kenia                        | 20,17                                                          |
| 75   | Äthiopien                    | 15,74                                                          |
| 76   | Pakistan                     | 14,50                                                          |
| 77   | Demokratische Republik Kongo | 13,75                                                          |
| 78   | Afghanistan                  | 10,29                                                          |
| 79   | Kuba                         | 9,22                                                           |
| 80   | Sudan                        | 7,86                                                           |